# Vyšší odborná škola zdravotnická a Střední škola zdravotnická v Ústí nad Labem
Vyšší odborná škola zdravotnická (VOŠZ) a Střední škola zdravotnická (SŠZ) v Ústí nad Labem je škola s výukou klinických a technických oborů.

## Historie
Počátky Střední zdravotnické školy v Ústí nad Labem jsou spojeny s rokem 1945 a provozem krajské nemocnice. Již v roce 1946 zahájila činnost tzv. dvouletá škola pro diplomované ošetřovatelky, v roce 1948 změněná na čtyřletou vyšší sociálně zdravotní školu končící maturitou.
Původní školní budovou ošetřovatelské školy byla bývalá Petschkova vila. Brzy však škola získala objekt v dnešní Palachově ulici č. 35. V budově postavené roku 1932 podle plánu městského architekta Franze Josefa Arnolda původně sídlilo Německé dívčí reformní reálné gymnasium.
V roce 1989 byl ústav rozdělen na dvě školy – SZŠ pro klinické obory v Moskevské ulici a SZŠ pro obory technické, která zůstala v ulici Palachova, jež byly v roce 1996 opět sloučeny do jednoho subjektu – Střední zdravotnické školy a Vyšší zdravotnické školy v Ústí nad Labem.
V roce 2008 byla škola sloučena se SŠZ v Teplicích, Kapelní 2. V důsledku toho se stala VOŠZ a SŠZ Teplice odloučeným pracovištěm VOŠZ a SŠZ v Ústí nad Labem.

## Zajímavosti
Studijní obor asistent zubního technika, který nahradil[kdy?] obor zubní technik je nejstarší v Česku.